# Kanton Chantilly
Chantilly is een kanton in Frankrijk, departement Oise, arrondissement Senlis
Het kanton Chantilly omvat sinds 2015 de volgende gemeenten, toen het vier gemeenten van het voormalige kanton Neuilly-en-Thelle bij kreeg.
1. Chantilly
2. Apremont
3. Boran-sur-Oise
4. Coye-la-Forêt
5. Crouy-en-Thelle
6. Gouvieux
7. Lamorlaye
8. Le Mesnil-en-Thelle
9. Morangles
10. Saint-Maximin